# Scutellaria swatensis
Scutellaria swatensis là một loài thực vật có hoa trong họ Hoa môi. Loài này được Murata miêu tả khoa học đầu tiên năm 1963.